# Ludwig Adolph Timotheus Radlkofer
Ludwig Adolph Timotheus Radlkofer est un médecin et un botaniste allemand, né en 1829 à Munich et mort en 1927 dans cette même ville.
Il obtient son titre de docteur en médecine dans sa ville natale en 1854 et un doctorat de philosophie en botanique l’année suivante à Iéna. Il reçoit son habilitation à Munich en 1856, devient professeur de botanique en 1859 et adjoint au jardin botanique et à l’herbier, en est professeur émérite en 1913.